# میاده الحناوی
میاده الحناوی (به عربی: میادة الحناوی؛ زادهٔ ۸ اکتبر ۱۹۵۹) یک خواننده سوری است. او بخشی از زندگی خود را در مصر گذراند و در آنجا با بسیاری از آهنگسازان مشهور مصری مانند محمد الموگی و محمد عبدالوهاب که موزیکال‌های محبوب ترانه‌های او را خلق کردند، همکاری کرده است.

## پیشه
میاده الحناوی در خانواده‌ای عاشق موسیقی به دنیا آمد، توسط محمد عبدالوهاب آهنگساز و ترانه سرای مصری کشف شد، زمانی که در سن ۱۸ سالگی در بلودان سوریه اجرا می‌کرد. عبدالوهاب نام او را «ترانه‌سرای نسل» گذاشت.